# Clara Olivares
Pour les articles homonymes, voir Olivares.
Clara Olivares, née le 24 juin 1993 à Strasbourg, est une compositrice franco-espagnole de musique contemporaine.

## Biographie
Clara Olivares entre dès son plus jeune âge au Conservatoire de Strasbourg en cursus de piano. En 2011, elle rentre dans la classe de composition de Mark Andre, avant de se perfectionner auprès de Philippe Manoury, Daniel D'Adamo, Thierry Blondeau et Annette Schlünz. Ses échanges avec Philippe Schoeller et Alberto Posadas sont aussi très formateurs.
En 2013, elle obtient un Prix de la Sacem qui récompense son Diplôme d'études musicales de composition obtenu avec mention très bien à l’unanimité. Après obtention d’une licence de musicologie à l’université Sorbonne-Paris IV, d’un master de composition musicale à l’Académie supérieure de musique de Strasbourg et du Diplôme d'études musicales de piano et de musique de chambre, elle poursuit un doctorat (Ph.D) de composition musicale à l’université de Californie à Berkeley (États-Unis) depuis 2017, sous la direction de Franck Bedrossian, qu'elle achève en mai 2021.
En 2015, elle remporte la Bourse de Composition musicale de la Fondation Michelle (sous l'égide du Fonds national culturel du Luxembourg). Elle est jouée notamment au Festival Musica en 2015, 2016, et 2017, au Festival Impuls (Allemagne), au Festival Manifeste, et au Festival Musique Action.
Elle participe au Festival Manifeste de l'Ircam en 2015 (pour l'atelier d'informatique musicale) et en 2018 (pour l'atelier de composition pour grand orchestre).
En 2017, à l'âge de 23 ans, elle obtient une aide à l'écriture d'une œuvre musicale originale (ex-Commande d'État) du Ministère de la Culture pour la composition de son opéra Mary pour ensemble de chambre, chanteuse, électronique en temps réel et marionnettes. Il est créé en 2017 par l’Ensemble XXI.n. Elle est membre de la commission de remise des aides à l'écriture l'année suivante.
En 2019, elle est sélectionnée à l'Académie « Opéra en Création » du Festival international d'art lyrique d'Aix-en-Provence, sous la direction de Pascal Dusapin. Elle obtient le Nicola DeLorenzo Prize in Music Composition la même année.
En 2020, elle reçoit une Bourse d'aide à l'écriture lyrique de l’association Beaumarchais-SACD pour l'opéra Nach Dem Kuss, sur un livret de Chloé Lechat.
Elle a été jouée par les instrumentistes et groupes suivants : l'Orchestre philharmonique de Radio France, l'Orchestre de chambre de Paris , le Chœur Accentus (France), le UC Berkeley Symphony Orchestra (États-Unis), l’Orchestre Mitteldeutsche Kammerphilarmonie (de) (Orchestre de Chambre de Centre Allemagne), l’Ensemble Fonema Consort, l'Ensemble Sound Icon, l'Ensemble Eco, l'Ensemble Vocal Quince (en) (États-Unis), l’Ensemble XXI.n (France), l’Ensemble Lucilin (Luxembourg), le Duo Atomos (Brésil), le Duo Mazumal (États-Unis), l’Ensemble Vocal Voix de Stras', l’Ensemble Vocal L’Arrach’Chœur, (France), ainsi que par Jean-Frédéric Neuburger, Philippe Hattat, Daniel Ciampolini et Minh-Tam Nguyen (des Percussions de Strasbourg), Marie-Andrée Joerger, Claude Georgel, Szuwha Wu, Keiko Murakami, et a travaillé avec les chefs suivants : Lars Vogt, David Milnes (en), Peter Rundel, Aki Schmitt, Hanz Kretz et Catherine Bolzinger.
Plusieurs de ses pièces ont été jouées aux États-Unis, en France, en Espagne,, en Allemagne,, en Finlande, au Brésil,, au Venezuela et au Luxembourg. Elle a été diffusée à la radio (France Musique,,, Radio Accent 4, RCF, Radio Nacional de España, Radio France Internationale, Radio MDR Figaro) et à la télévision (Arte TV, ViaVosges,). Deux de ses pièces, L'Envol et Poltergeist, sont éditées aux Éditions Alphonse Leduc,. Ses pièces pédagogiques pour saxophone sont au programme du Concours artistique d'Épinal en 2016 et aux examens de fin d'année 2019 du Conservatoire régional de Paris.
Pendant les saisons 2020/2021 et 2021/2022, elle est compositrice en résidence à l'Orchestre de chambre de Paris,. Elle est sélectionnée pour le Cursus de composition et d'informatique musicale de l'Ircam pour l'année académique 2020/2021.

## Œuvres
Une partie des partitions des œuvres de Clara Olivares est éditée par les Éditions Billaudot.

### Musique instrumentale et vocale
- La supplique des mes chants (2012), pour piano.
- Spectre des Nuits (2013), pour quatre sopranos.
- Transcendance (2013), pour deux pianos.
- Spectre des Nuits II (2013), pour quatre sopranos et quatre clarinettes.
- Morphogénésis (2014), pour flûte.
- Nebula (2014), pour six voix de femmes et flûte.
- Exils (2014), pour chœur mixte (d’après le Psaume 137).
- Douce Folie (2014), pour deux sopranos.
- Poème des Ténèbres (2014), pour soprano et piano.
- Nu le monde (2014), pour soprano et percussionniste.
- Cris (2015), pour orchestre de chambre.
- L’Envol (2015), pour saxophone alto.
- A una làgrima (2015), pour soprano et violoncelle.
- Nebula (2015), pour clarinette et six voix de femmes.
- Incantation (2016), pour saxophone alto / pour piccolo.
- Organisation du Mystère (2016), pour accordéon.
- Aux nouveau-nés (2016), pour clarinettiste.
- Là où le mot n’est plus (2016), pour chœur mixte, harpe et violoncelle.
- Le Réveil des Eléphants (2016), pour dix accordéons.
- Pinocchio (2016), pour accordéon.
- A l’intérieur (2016), pour accordéon et alto.
- La Maison du Diable (2016), pour trio d’accordéons.
- Le Train des Rêves (2016), pour ensemble d’accordéons.
- Poltergeist (2016), pour saxophone alto.
- Tentation des Limites (2016), pour violon, alto, clarinette, piano et percussions.
- Zoom et Aksak (2016), pour violon et accordéon.
- Concordances (2016), pour deux pianos et deux percussionnistes.
- Ex Astris (2017), pour quatuor à cordes et clarinette en la.
- Vorace (2017), pour violon, clarinette et percussions.
- Babils (2018), pour accordéon chromatique.
- Physichromie No 209 (2018), pour clarinette.
- Smoke (2018), pour soprano et saxophone.
- Blue Spine (2018), pour orchestre symphonique.
- Trois Miniatures (2019), pour quintette de cuivres.
- Hagi (2019), pour flûte, saxophone, violon et percussions.
- Humo del Mar (2020), pour quintette à vent.
- Lebewohl (2020), pour orchestre de chambre.
- Lebewohl (2020), pour chœur mixte.
- En un ciel inconnu notre ciel est changé (2020), pour violon, alto et clarinette basse.
- Les Sentinelles (2024), opéra.

### Musique mixte
- Danse des ondes (2014), pour percussionniste et électronique en temps réel.
- V.I.T.R.I.O.L. (2015), pour ensemble et électronique en temps réel.
- In the Memory (2017), pour ensemble vocal et électronique en temps réel.
- Mary (2017), opéra pour soprano, saxophone, clarinette, violon, violoncelle et électronique en temps réel.
- Épilogue (2019), pour quatre voix, ensemble instrumental et électronique en temps réel.

### Musique électroacoustique
- Transitoire (2015), pour bande électronique.